# Miguel Argüello
Miguel Ángel Gómez de Argüello Wirtz, también conocido como Miguel Argüello (Madrid, 1 de julio de 1941 -  Florida, 2 de agosto de 2005 ) fue un importante pintor realista español así como profesor universitario.

## Biografía
Miguel Ángel Gómez de Argüello nació el 1 de julio de 1941 en Madrid, España. Fue el tercer hijo de José Gómez de Argüello Diez Canseco y María del Pilar Wirtz Suarez Guisasola. Después de tres años de estudios en la Universidad de Madrid, dejó la carrera de Derecho. Un día al estar dibujando en casa, su hermano mayor, el artista Kiko Argüello le sugirió estudiar pintura gracias al talento que vio en él. Siguiendo su consejo, Miguel inició su carrera pictórica en 1964, tomando clases de dibujo al natural en la  Academia de Peña en Madrid. En 1965 se matriculó en la Real Academia de Bellas Artes de San Fernando donde estudió bajo Antonio López García  pintor y escultor realista madrileño con quien entabló una amistad que duró toda la vida.
En 1965, Miguel fue seleccionado para representar a los jóvenes artistas españoles en una exposición de pintura realista en Tokio, Japón. Ganó por dos años consecutivos el primer premio nacional de la Real Academia de Bellas Artes de San Fernando tanto en pintura como en dibujo. En 1968, decidió dejar la escuela para emprender su camino independiente como pintor.
Durante los siguientes años, vivió y pintó en Galicia, España, en Estocolmo, Suecia y  en Londres, Inglaterra. En esta última ciudad, comenzó a trabajar con la Galería Marlborough donde fue invitado a participar en importantes exposiciones colectivas. En una de ellas, Francis Bacon lo seleccionó como el mejor artista de la exposición.
Mientras vivió en Londres, Miguel trabajó diariamente durante 9 meses en el cuadro titulado “Crisantemos en Londres” con el que ganó la prestigiosa beca de la Fundación Juan March en 1976
A raíz de este premio, fue invitado como profesor de postgrado en pintura, escultura y dibujo por la   Universidad de California en Santa Cruz  donde residió por cuatro años. En este tiempo, hizo largos viajes con sus estudiantes universitarios a Galicia, España y a Chiapas, México siempre pintando y enseñando.
En 1978, participó con varias obras en la IV Exposición de Becarios de Artes Plásticas de la Fundación Juan March Una exposición en la que se presentó el trabajo de destacados escultores, dibujantes y pintores españoles del movimiento realista.
En 1983, se mudó a la ciudad de Nueva York y se instaló en un estudio en la zona de  Tribeca. Este resultó ideal para pintar no solo algunos de sus cuadros más bellos de flores, sino también su obra más experimental, Figuras Rojas y Espejos Negros (conocida también como “La serie de Nueva York”).
Dedicado por completo a la pintura y a descubrir diferentes técnicas artísticas, Miguel decidió mantenerse alejado de las exigencias comerciales de los circuitos del arte y las galerías. De este modo, desarrolló una técnica en la que lentamente construye cada cuadro sobreponiendo delgadas capas de pintura transparente hasta lograr una calidad tonal y una fuerza emocional excepcionales. Durante su estancia en Nueva York, su obra fue adquirida por destacadas colecciones en Europa y Estados Unidos.
Después de vivir diez años en la ciudad, Miguel decidió explorar otro camino como artista: pintar la luz de los desiertos del sudoeste americano. Mandó a hacer un compacto camper diseñado para transportar sus grandes lienzos y vivir pintando paisaje en el paisaje mismo. Alejado de la civilización, con tan solo lo esencial para sobrevivir y el material de pintura que deberá durarle varios años, emprendió la etapa de los paisajes del desierto.
Miguel vivió acampando y pintando en la naturaleza. Viajó durante 8 años entre los estados de Texas y Arizona.  A pesar de las dificultades climáticas, logró pintar 10 cuadros de gran formato, entre los que destacan: “El cementerio del pueblo fantasma”, “Meseta de Kanab atardecer”, y “El Cañón del Colorado Después de la Tormenta.”
Miguel Argüello es considerado uno de los representantes más importantes del realismo español, al lado de grandes pintores como  Amalia Avia (1930-2011), Antonio López García (1936), María Moreno (1933-2020), Luis Marsans (1930-2015) e Isabel Quintanilla (1938-2017) por nombrar algunos.

## Obras de arte
- Crisantemos en Londres
- El Cementerio del Pueblo Fantasma
- Meseta de Kanab al atardecer
- El Cañón del Colorado Después de la Tormenta
- Flor de anémona lila
- Figuras rojas sobre espejos negros
- Reflejo de barco en espejos negros

- Algunas de las más importantes obras artísticas del pintor español Miguel Ángel Argüello